# Popstars 3
Popstars 3 is het derde seizoen van het van oorsprong Engelse televisietalentenjachtprogramma Popstars.
Het derde seizoen Popstars was in Nederland vanaf 9 juli 2010 op SBS6 te zien en werd gepresenteerd door Nance Coolen en Gerard Joling (later Tooske Ragas).
Op 22 januari 2011 won Dean Saunders het derde seizoen van Popstars.

## Presentatie en jury

### Presentatie
- Gerard Joling, zanger en presentator (Alleen tijdens de audities presentator)
- Nance Coolen, presentatrice en voormalig zangeres van Twenty 4 Seven (In alle rondes presentatrice)
- Tooske Ragas, presentatrice (Tijdens liveshows presentatrice)

### Jury
- Henkjan Smits, presentator, talentscout, producer en televisieproducent
- Maurice Wijnen, theater- en televisiemaker
- Marc-Marie Huijbregts, cabaretier en acteur
- Simone Walraven, voormalig radio-dj, presentatrice en actrice

## Rondes

### Auditierondes
De auditierondes worden ook wel voorrondes genoemd. Er zijn dit jaar ruim 11.034 aanmeldingen geweest. Elke kandidaat moet voor de jury bestaande uit Henkjan Smits, Maurice Wijnen, Simone Walraven en Marc-Marie auditie doen met een door hem/haar gekozen nummer. De kandidaat krijgt direct na afloop te horen of hij/zij door is naar de volgende ronde. Zo ja, dan is hij/zij door naar de theater-ronde. Wanneer dit niet het geval is, is hij/zij kandidaat-af.

### Liveshows
De Liveshows worden live uitgezonden vanaf Studio 22 te Hilversum. De mensen die door zijn vanaf de theaterrondes, zijn door naar de liveshows. In de liveshows zingen de kandidaten live voor het publiek, het publiek kan stemmen op zijn/haar favoriet door te sms'en of te bellen. Nadat alle kandidaten een of meerdere nummers hebben gezongen krijgt het publiek de uitslag te horen: wie gaat er door naar de volgende liveshow en voor wie eindigt de race naar de eerste plaats. De eerste liveshows worden uitgezonden op maandag, vanaf januari 2011 op zaterdag.
| Naam                     | Liveshow 1  | Liveshow 2          | Liveshow 3          | Liveshow 4          | Liveshow 5          | Liveshow 6          | Liveshow 7          | Kwartfinale         | Halve Finale        | Finale              |
| ------------------------ | ----------- | ------------------- | ------------------- | ------------------- | ------------------- | ------------------- | ------------------- | ------------------- | ------------------- | ------------------- |
| Dean Saunders            |             |                     |                     |                     |                     |                     |                     |                     | Sing-off            | Winnaar             |
| Simone Nijssen           |             |                     |                     |                     |                     |                     |                     | Sing-off            |                     | Runner-up           |
| Sharon Kips              |             |                     |                     |                     |                     |                     |                     |                     | Eliminatie          | Geëlimineerd week 9 |
| Darien Solange Kastaneer |             |                     |                     |                     |                     |                     | Sing-off            | Eliminatie          | Geëlimineerd week 8 | Geëlimineerd week 8 |
| Carlijn Middelhof        |             |                     |                     |                     |                     |                     | Eliminatie          | Geëlimineerd week 7 | Geëlimineerd week 7 | Geëlimineerd week 7 |
| Angela Slagt             |             |                     |                     |                     |                     | Eliminatie          | Geëlimineerd week 6 | Geëlimineerd week 6 | Geëlimineerd week 6 | Geëlimineerd week 6 |
| Bertha Verbeek           |             |                     | Gevarenzone         |                     | Gevarenzone         | Eliminatie          | Geëlimineerd week 6 | Geëlimineerd week 6 | Geëlimineerd week 6 | Geëlimineerd week 6 |
| Rody Valks               | Gevarenzone |                     |                     |                     | Gevarenzone         | Eliminatie          | Geëlimineerd week 6 | Geëlimineerd week 6 | Geëlimineerd week 6 | Geëlimineerd week 6 |
| Sam Lebens               |             |                     |                     |                     |                     | Eliminatie          | Geëlimineerd week 6 | Geëlimineerd week 6 | Geëlimineerd week 6 | Geëlimineerd week 6 |
| Søren Jørgensen          |             | Gevarenzone         |                     | Gevarenzone         | Eliminatie          | Geëlimineerd week 5 | Geëlimineerd week 5 | Geëlimineerd week 5 | Geëlimineerd week 5 | Geëlimineerd week 5 |
| René Klein               |             |                     |                     | Eliminatie          | Geëlimineerd week 4 | Geëlimineerd week 4 | Geëlimineerd week 4 | Geëlimineerd week 4 | Geëlimineerd week 4 | Geëlimineerd week 4 |
| Ephraim Beks             |             |                     | Eliminatie          | Geëlimineerd week 3 | Geëlimineerd week 3 | Geëlimineerd week 3 | Geëlimineerd week 3 | Geëlimineerd week 3 | Geëlimineerd week 3 | Geëlimineerd week 3 |
| Samantha Klumper         |             | Eliminatie          | Geëlimineerd week 2 | Geëlimineerd week 2 | Geëlimineerd week 2 | Geëlimineerd week 2 | Geëlimineerd week 2 | Geëlimineerd week 2 | Geëlimineerd week 2 | Geëlimineerd week 2 |
| Valerie Van Krimpen      | Eliminatie  | Geëlimineerd week 1 | Geëlimineerd week 1 | Geëlimineerd week 1 | Geëlimineerd week 1 | Geëlimineerd week 1 | Geëlimineerd week 1 | Geëlimineerd week 1 | Geëlimineerd week 1 | Geëlimineerd week 1 |

Legenda
| – | Winnaar      |
| – | Runner-up    |
| – | Trad niet op |
| – | Gevarenzone  |
| – | Sing-off     |
| – | Eliminatie   |

- In Liveshow 6 vielen er 4 mensen af.

## Afleveringen en kijkcijfers
| Aflevering                    | Datum                     | Kijkcijfers | Plek |
| ----------------------------- | ------------------------- | ----------- | ---- |
| Auditie 1                     | vrijdag 9 juli 2010       | 714.000     | #12  |
| Auditie 2                     | vrijdag 16 juli 2010      | 964.000     | #8   |
| Auditie 3                     | vrijdag 23 juli 2010      | 975.000     | #5   |
| Auditie 4                     | vrijdag 30 juli 2010      | 748.000     | #10  |
| Auditie 5                     | vrijdag 6 augustus 2010   | 947.000     | #5   |
| Auditie 6                     | vrijdag 13 augustus 2010  | 1.062.000   | #5   |
| Auditie 7                     | vrijdag 20 augustus 2010  | 754.000     | #8   |
| Auditie 8                     | vrijdag 27 augustus 2010  | 856.000     | #11  |
| Auditie 9                     | vrijdag 10 september 2010 | 614.000     | #19  |
| Vervolgronde 1                | vrijdag 17 september 2010 | 901.000     | #9   |
| Vervolgronde 2                | vrijdag 24 september 2010 | 949.000     | #11  |
| Vervolgronde 3                | vrijdag 1 oktober 2010    | 661.000     | #21  |
| Vervolgronde 4                | maandag 11 oktober 2010   | 891.000     | #16  |
| Vervolgronde 5                | maandag 18 oktober 2010   | 959.000     | #16  |
| Vervolgronde 6                | maandag 25 oktober 2010   | 873.000     | #16  |
| Top 25 solo's                 | maandag 1 november 2010   | 680.000     | #20  |
| Selectie liveshow 1           | maandag 8 november 2010   | 756.000     | #20  |
| Selectie liveshow 1 (uitslag) | maandag 8 november 2010   | 1.090.000   | #13  |
| Selectie liveshow 2           | maandag 15 november 2010  | 610.000     | #24  |
| Selectie liveshow 2 (uitslag) | maandag 15 november 2010  | 782.000     | #20  |
| Liveshow 1                    | maandag 22 november 2010  | 677.000     | #22  |
| Liveshow 1 (uitslag)          | maandag 22 november 2010  | 805.000     | -    |
| Liveshow 2                    | maandag 29 november 2010  | 713.000     | #21  |
| Liveshow 2 (uitslag)          | maandag 29 november 2010  | 740.000     | #20  |
| Liveshow 3                    | maandag 6 december 2010   | 651.000     | #21  |
| Liveshow 3 (uitslag)          | maandag 6 december 2010   | 647.000     | #22  |
| Liveshow 4                    | maandag 13 december 2010  | 566.000     | #23  |
| Liveshow 4 (uitslag)          | maandag 13 december 2010  | 646.000     | -    |
| Liveshow 5                    | maandag 20 december 2010  | 853.000     | #20  |
| Liveshow 5 (uitslag)          | maandag 20 december 2010  | 1.020.000   | #16  |
| Liveshow 6                    | maandag 27 december 2010  | 782.000     | #20  |
| Liveshow 6 (uitslag)          | maandag 27 december 2010  | 762.000     | #21  |
| Liveshow 7                    | zaterdag 1 januari 2011   | 788.000     | #17  |
| Liveshow 7 (uitslag)          | zaterdag 1 januari 2011   | 848.000     | #14  |
| Kwartfinale                   | zaterdag 8 januari 2011   | 527.000     | -    |
| Kwartfinale (uitslag)         | zaterdag 8 januari 2011   | 830.000     | #20  |
| Halve finale                  | zaterdag 15 januari 2011  | 745.000     | #21  |
| Halve finale (uitslag)        | zaterdag 15 januari 2011  | 934.000     | #13  |
| Finale                        | zaterdag 22 januari 2011  | 1.207.000   | -    |
| Finale (uitslag)              | zaterdag 22 januari 2011  | 1.703.000   | #2   |

## Trivia
- Op 15 januari 2011 werd in de 'Wie wordt het nieuwe lid van Djumbo' show bekendgemaakt dat Samantha het nieuwe lid van Djumbo is. Samantha vervangt ex-lid Svenja van Beek.
- Het broertje van Dean, Ben Saunders, won, één dag voor de overwinning van Dean, The voice of Holland.